# Malacky
Malacky é uma cidade da Eslováquia, situada no distrito de Malacky, na região de Bratislava. Tem 27,17 km² de área e sua população em 2019 foi estimada em 17.467 habitantes.

## Demografia
| Ano:        | 1994   | 2004   | 2014   | 2024   |
| ----------- | ------ | ------ | ------ | ------ |
| Broj ljudi: | 17 753 | 17 858 | 17 135 | 18 810 |
| Razlika:    |        | +0,59% | -4,04% | +9,77% |

| Ano:               | 2023   | 2024   |
| ------------------ | ------ | ------ |
| Número de pessoas: | 18 804 | 18 810 |
| Diferença:         |        | +0,03% |